# Pornolab.net
PornoLab.net — крупнейший в Рунете и, как отмечается в прессе, в мире BitTorrent-трекер, основным контентом которого являются эротические и порнографические материалы. В 2011 году входил в число наиболее посещаемых интернет-сайтов Рунета по данным рейтинга Alexa.
На трекере зарегистрировано более 900 тысяч раздач файлов, суммарный размер которых составляет более 2,7 петабайта. Сайт насчитывает более 5 миллионов учётных записей пользователей.
Владельцем сайта является офшорная компания WTF Corp.

## История
PornoLab.net был открыт 5 июля 2008 года посредством переноса раздач порнографических материалов с торрент-трекера Torrents.ru (ныне — Rutracker.org) на отдельный трекер. Одной из причин переноса называлось недовольство ряда пользователей трекера Torrents.ru фактом размещения на нём раздач подобного содержания. На новый трекер, помимо соответствующего раздела, была экспортирована база учётных записей пользователей Torrents.ru, включая логины, пароли и рейтинг.
По состоянию на 4 февраля 2009 года на трекере было зарегистрировано 50 636 раздач, суммарный размер которых составлял 67,777 терабайта.
Раздачи эроге и других компьютерных игр хентайного и порнографического содержания в момент открытия PornoLab.net были оставлены на Torrents.ru. Однако 24 июля 2009 года администрация Torrents.ru закрыла раздачи данной тематики и предложила их авторам заново создавать раздачи на PornoLab.net, признав факт технической невозможности их экспортирования.
20 августа 2010 года администрация PornoLab.net сообщила, что ряд сервисов электронной почты добавил адреса электронной почты торрент-трекера в свои спам-фильтры, в результате лишив пользователей возможности регистрации на форуме трекера и восстановления пароля. 15 сентября 2024 года было объявлено: "Почтовые сервисы mail.ru добавлены в черный список на форуме". В настоящее время для регистрации рекомендованы почтовые сервисы Rambler и Yandex.
27 апреля 2011 года оперативники Главного управления МВД Украины в городе Киеве изъяли из дата-центра компании MHost серверы, обеспечивавшие работу торрент-трекера. После операции было возбуждено уголовное дело по статье 301 УК Украины «Распространение видеопродукции порнографического содержания». Данное событие вызвало широкий интерес в украинских и российских СМИ. 29 апреля PornoLab.net заработал вновь, переехав в дата-центр в Литве, однако 8 мая он был отключен владельцем литовского дата-центра — компанией ZServers. Работоспособность торрент-трекера была восстановлена лишь 14 мая, после переезда на сервер, расположенный в Германии.
19 ноября 2011 года на маршрутизационном оборудовании немецкого хостера произошла авария, после чего последовало отключение на 3 дня. Хостер, по версии PornoLab.net, не особо торопился возобновлять доступ к сайту, вследствие чего было принято решение о смене хостинга.
С 30 ноября 2011 года сервер PornoLab.net расположен в Нидерландах, в связи с чем доступ на сайт был отключён для всех IP-адресов этой страны. При попытке зайти на любую страницу PornoLab.net с нидерландского IP-адреса выводится сообщение «Сервис недоступен».
5 января 2013 года делегирование домена Pornolab.net было приостановлено по инициативе регистратора, однако 10 января делегирование было возобновлено и домен разблокирован.
4 ноября 2016 года в официальном твиттере появилось сообщение о возможной блокировке ресурса на территории РФ. Основание — решение Автозаводского районного суда города Тольятти от 25 августа 2016 года. 7 ноября 2016 года Pornolab.net был заблокирован. 21 ноября 2016 в Единый реестр запрещённых сайтов были внесены также два оставшихся зеркала: Pornolab.cc и Pornolab.biz.
29 ноября 2016 года в одной из зон децентрализованной DNS-сети EmerCoin появился домен Pornolab.lib.

## Регистрация и рейтинг
Система сайта схожа с прототипом трекера — Rutracker.org: каждый пользователь должен пройти несложную регистрацию и установить BitTorrent-клиент для обмена файлами. У каждого участника есть собственный рейтинг — он может повышаться или понижаться в зависимости от количества скачанного и отданного контента. От величины рейтинга зависит количество торрент-файлов, которые можно скачать за сутки (не следует путать суточный лимит скачивания торрент-файлов с трекера и количество одновременных закачек в клиенте. Количество закачек в клиенте неограничено):

- рейтинг 1,0 и выше — при количестве отданного 100 гигабайт и больше — 100 торрентов за сутки, при количестве отданного менее 100 гигабайт — 50 торрентов за сутки
- рейтинг от 0,5 до 1,0 — 50 торрентов за сутки независимо от количества отданного
- рейтинг от 0,3 до 0,5 — 10 торрентов за сутки независимо от количества отданного
- при рейтинге менее 0,3 — закачка новых торрентов временно блокируется до восстановления рейтинга независимо от количества отданного (ранее запущенные закачки в клиенте продолжают работать)

Рейтинговые ограничения начинают действовать после скачивания 2 гигабайт. До этого пользователю можно скачать 5 торрент-файлов за сутки независимо от рейтинга и количества отданного. Также, если скачано информации в 100 (и более) раз больше, чем отдано, аккаунт могут заблокировать.

## Структура сайта
Сайт реализован на движке TorrentPier, который, в свою очередь, основан на модифицированном phpBB. Внешне сайт представляет собой веб-форум, имеющий следующую структуру:
| Структура                                        | Структура |
| Категория                                        | Разделы категории |
| ------------------------------------------------ | --- |
| Новости / News                                   | • Новости трекера / Tracker News & Announcements |
| Правила и FAQ-и / Tracker Rules & FAQ's          | • Правила, инструкции, FAQ-и / Rules & FAQ's • BitTorrent клиенты |
| Общение и Обсуждение порноиндустрии / Chat Forum | • Вопросы по форуму и трекеру • Общение и Обсуждение порноиндустрии / Chat Forum |
| Видео и фото / Video & Photo                     | • Эротическое видео / Erotic & Softcore • Зарубежные порнофильмы / Full Length Movies • Зарубежные фильмы в высоком качестве (DVD&HD) / Full Length Movies High-Quality • Русское порно / Russian Video • Зарубежные порноролики / Clips • Японское порно / Japanese Adult Video (JAV) • Эротические студии, фото и журналы / Erotic Picture Gallery & Magazines • Хентай и Манга, Мультфильмы и Комиксы, Рисунки / Hentai & Manga, Cartoons & Comics, Artwork • Игры / Games • Нетрадиционное порно / Special Interest Movies & Clips • Архив (общий) • Гей-порно / Gay Forum |

## Фрилич
30 июля 2010 года было объявлено о том, что в последнюю субботу каждого месяца статистика о скачивании не будет суммироваться с общей и влиять на рейтинг (отданное будет учитываться как обычно).
Также фрилич объявляется в день рождения трекера и на Новый год (сроки по количеству дней оговариваются в разделе «Новости трекера»).